# Rocco Crimi
Rocco Crimi (Galati Mamertino, 3 agosto 1959) è un politico italiano.
È stato deputato alla Camera dal 15 aprile 1994 al 22 marzo 2018 in sei legislature (XII, XIII, XIV, XV, XVI, XVII) e Sottosegretario di Stato alla Presidenza del Consiglio dei ministri con delega allo sport nel governo Berlusconi IV.

## Biografia
Nato il 3 agosto 1959 a Galati Mamertino, in provincia di Messina, ma vive a Roma, di professione farmacista, in gioventù fu un simpatizzante della Democrazia Cristiana.
Con la discesa in campo nella politica di Silvio Berlusconi, approda in Forza Italia e alle elezioni politiche del 1994 si candida alla Camera dei deputati nel collegio maggioritario di Messina centro storico, sostenuto dalla coalizione di centro-destra il Polo del Buon Governo in quota forzista, dove Crimi viene eletto per la prima volta deputato con il 50,79% dei voti contro i candidati dei Progressisti Francesco Saija (18,7%), del Patto per l'Italia Giovanni Materia (17,37%) e della lista "Unione Democratici Riformisti" Dino Madaudo (9,25%). Nella XII legislatura della Repubblica è stato componente della 12ª Commissione Affari sociali.
Alle elezioni politiche del 1996 venne riconfermato deputato, nel medesimo collegio elettorale, nella legislatura successiva e in collegamento con la stessa lista, è componente della Commissione Finanze di Montecitorio.
Ricandidato alle elezioni politiche del 2001 nello stesso collegio e in collegamento con la stessa lista, viene rieletto ed è componente delle commissioni Affari esteri, Cultura, Affari sociali e Politiche dell'Unione europea della Camera.
Crimi è rieletto alle elezioni politiche del 2006 in virtù delle candidature nelle liste di Forza Italia per le circoscrizioni Sicilia 2 e Lazio 2 ed ha optato per quest'ultima. Alla Camera è componente della Commissione Affari sociali.
Nello stesso periodo si occupa dell'amministrazione nazionale per il coordinamento di Forza Italia. Nel 2006 il suo nome compare sul mazzo di carte realizzato per la campagna elettorale di Forza Italia, di cui è committente responsabile.
Alle elezioni politiche del 2008 viene rieletto alla Camera dei deputati, tra le liste del Popolo delle Libertà (che univa principalmente Alleanza Nazionale e Forza Italia), venendo nominato Sottosegretario di Stato alla Presidenza del Consiglio dei ministri con delega al dipartimento per lo sport. Ricopre dal 2008 anche l'incarico di Tesoriere nazionale del PdL.
Il 16 novembre 2013, contestualmente allo scioglimento del Popolo della Libertà, aderisce alla rinascita di Forza Italia, diventando il successivo 24 marzo 2014 membro del suo Comitato di Presidenza.
Nel 2016, secondo il sito Openpolis.it, risulta essere al 615.mo posto su 630 nella classifica per l'indice di produttività (17,31% di presenze e 82,69% di assenze).
Dopo 24 anni trascorsi ininterrottamente in Parlamento, nel 2018 non si ricandida alle elezioni politiche.